# Эгадские острова
Эга́дские острова́ (устар. Эгатские острова; итал. Isole Egadi) — группа островов в Средиземном море у западного побережья Сицилии между Трапани и Марсалой. Административно Эгадские острова являются коммуной Фавиньяна в составе провинции Трапани области Сицилия. Общая площадь составляет 37,45 км². На островах развит туризм, сельское хозяйство и рыболовство.

## География

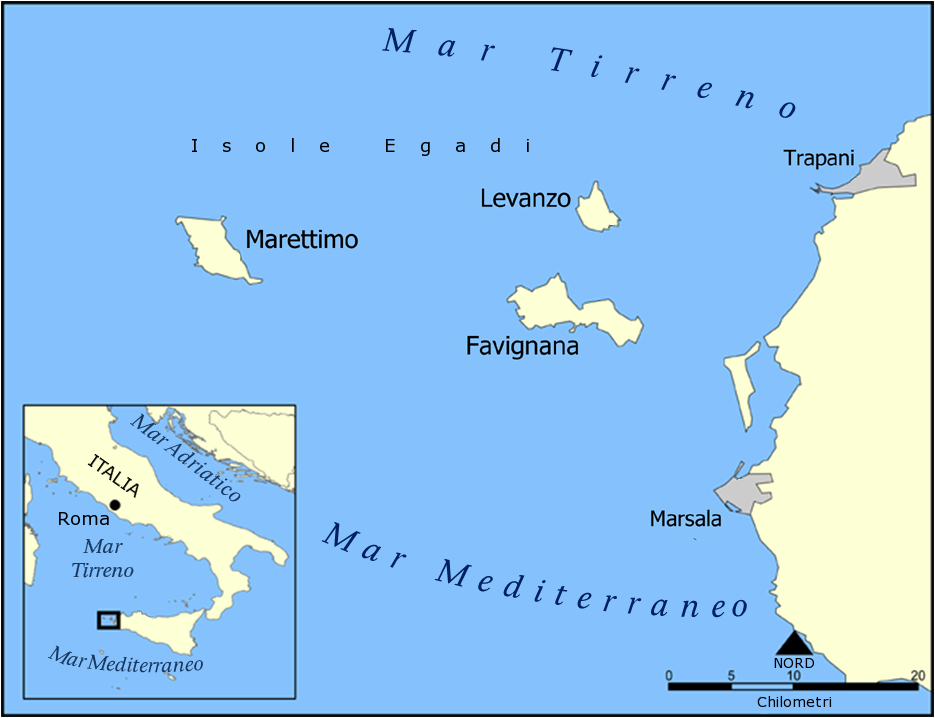
Эгадские острова, Марсала и Трапани

Эгадские острова состоят из трёх крупных островов Фавиньяна, Леванцо и Мареттимо, а также из нескольких более мелких островов, в том числе островов Формика и Мараоне.

## История
Эгадские острова были заселены человеком ещё в доисторическое время, когда они были связаны с материком. На Леванцо в пещере Grotta del Genovese сохранились древние рисунки и резьба на камне из раннего каменного века.
В 241 до нашей эры у Эгадских островов состоялась последняя битва между флотом Карфагена и Римской Республики, закончившаяся победой римлян под руководством Гая Лутация Катула и завершившая Первую Пуническую войну.